# スギモトトモユキ
スギモトトモユキは日本の音楽家、作曲家。ドキュメンタリー、映画音楽、ミュージックビデオの制作を担当。

## 作品リスト

### 映画音楽
- ほんとにあった! 呪いのビデオ
  - 23巻～31巻(2007年～2009年)
- ほんとうにあった怖い話
  - 第八夜 死神(2007年)
- 口裂け女0 ～ビギニング～(2009年)
- リアル隠れんぼ(2009年)

### ミュージックビデオ
- IMERUAT
  - Black Ocean(2012年)
  - Left(2012年)
  - Battaki(2014年)
  - Fei Fei Fei-Propelled(2014年)(Live版)
  - ヴァルヴァーラの野望(2014年)(Live版)
  - のみたいな(2017年)
- 初音ミク／Sweet Vacation
  - I Miss You~ユメデアエタラ~うっとりタイプ"(スギモトトモユキ Remix)(2009年)